# Sogliano Cavour
Sogliano Cavour är en ort och kommun i provinsen Lecce i regionen Apulien i Italien. Kommunen hade 4 056 invånare (2017).